# Chi Đậu lam
Chi Đậu lam, danh pháp khoa học Calopogonium, là một chi thực vật có hoa thuộc họ Fabaceae. Nó thuộc phân họ Faboideae.

## Các loài
- Calopogonium brachycarpum Hemsl.
- Calopogonium caeruleum (Benth.) Sauvalle
- Calopogonium domingense Urb. & Ekman
- Calopogonium ferrugineum Piper
- Calopogonium flavidum Brandegee
- Calopogonium galactioides (Kunth) Hemsl.
- Calopogonium lanceolatum Brandegee
- Calopogonium mucunoides Desv.
- Calopogonium orthocarpum Urb.
- Calopogonium pendunculatum Standl.
- Calopogonium phaeophlebium Donn.Sm.
- Calopogonium pumilum Urb.
- Calopogonium racemosum Micheli
- Calopogonium sericeum (Benth.) Chodat & Hassl.
- Calopogonium velutinum (Benth.) Amshoff

## Hình ảnh

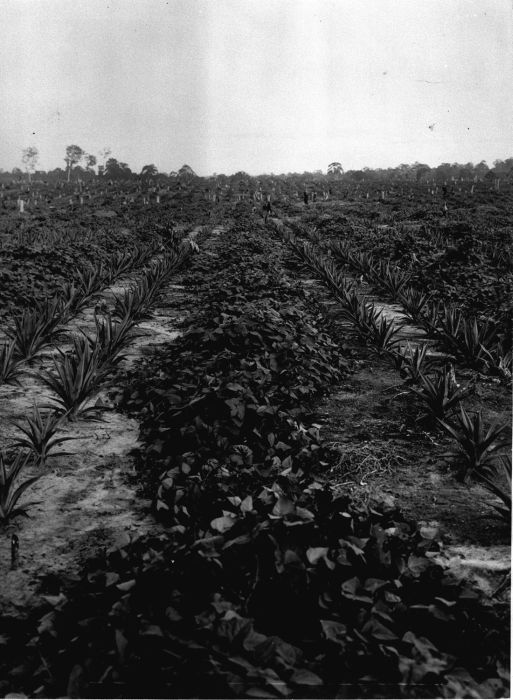